# نهر ساكمبونغ
نهر ساكمبونغ هو نهر في جنوب سومطرة، إندونيسيا.